# Alexander Dmitrijewitsch Malofejew

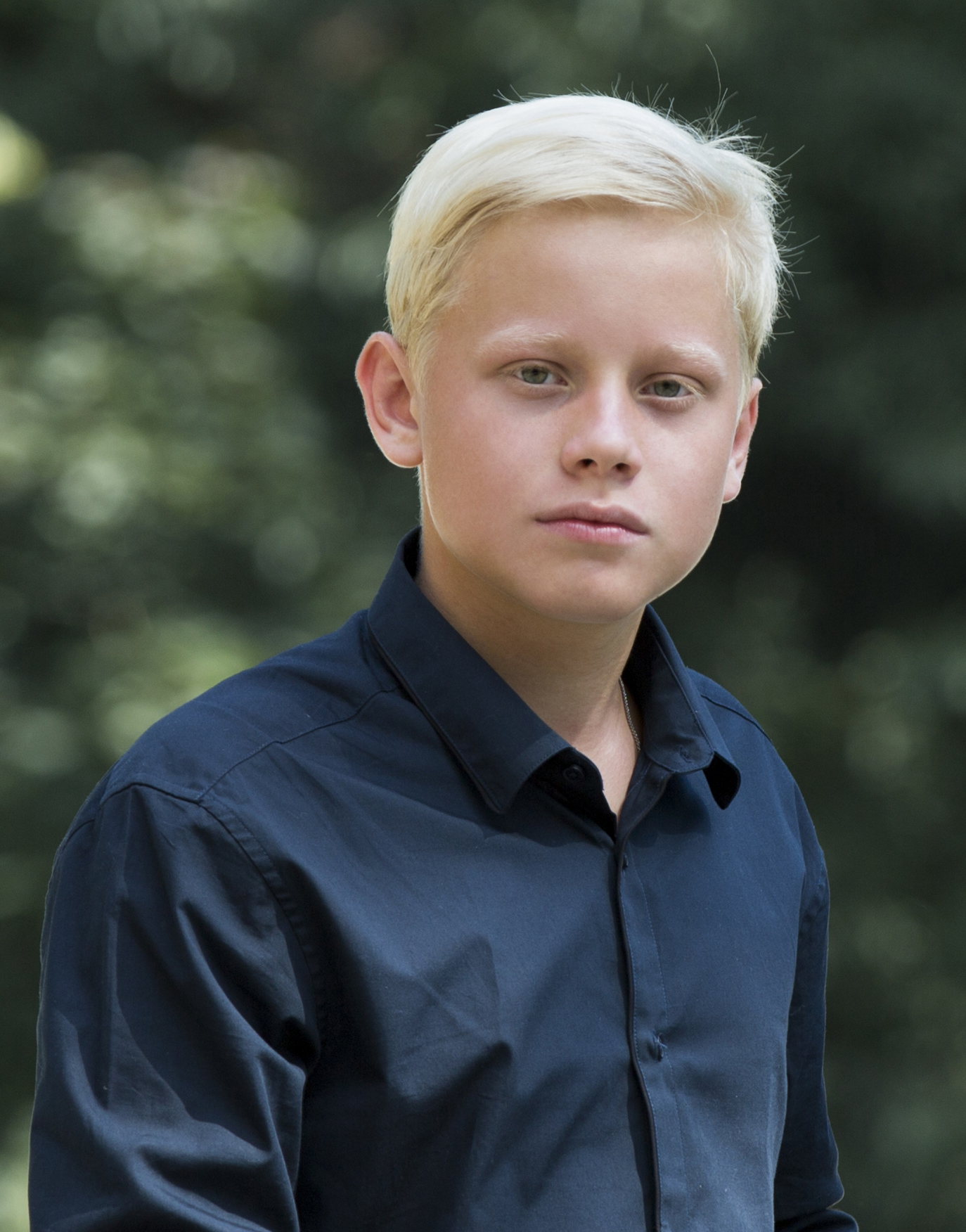
Alexander Malofejew (2017)

Alexander Dmitrijewitsch Malofejew, auch Alexander Malofeev (russisch Александр Дмитриевич Малофеев, * 21. Oktober 2001 in Moskau) ist ein russischer Pianist.

## Leben und Wirken
Malofejew erhielt seit seinem fünften Lebensjahr Klavierunterricht. Er war Schüler am Gnessin-Institut Moskau bei Elena Beryozkina und Stipendiat u. a. der Mstislav-Rostropovich-Stiftung. Seine Mentoren waren Waleri Gergijew und Denis Matzujew. Von 2019 bis 2020 studierte er am Moskauer Konservatorium bei Sergei Dorensky und anschließend bei Pavel Nersessian.
Malofejew gewann zahlreiche Preise bei internationalen Wettbewerben. Unter anderem gewann er 2014 beim International Rachmaninoff Young Pianists Competition in Novgorod den Grand Prix und den Sonderpreis für die beste Interpretation von Werken Johann Sebastian Bachs. In Moskau gewann er 2014 den ersten Preis und die Goldmedaille beim 8. International Tchaikovsky Competition for Young Musicians und 2016 den Grand Prix beim Internationalen Klavier-Wettbewerb „Grand Piano Competition“. 2015 war er Preisträger beim International Vladimir Krainev Young Pianists Competition; beim Festival Pianistico Internazionale di Brescia e Bergamo erhielt er den Preis als „Bester Junger Musiker 2017“. Beim China International Music Competition erzielte er 2019 den zweiten Platz.
Malofejew konzertierte in Europa, China, Japan, Australien und in den USA und arbeitete mit bedeutenden Orchestern und Dirigenten zusammen wie Lionel Bringuier, Riccardo Chailly, Myung-whun Chung, Kristjan Järvi, Wladimir Fedossejew, Waleri Gergijev, Susanna Mälkki, Yannick Nézet-Séguin, Wassili Petrenko, Wladimir Spiwakow, Michael Tilson Thomas und Kazuki Yamada, Er trat u. a. am Bolschoi-Theater, am Mariinski-Theater, im Kreml, im Concertgebouw Amsterdam, am Teatro alla Scala, in der Philharmonie de Paris. im Théâtre des Champs-Élysées, im Wiener Musikverein, in der Alten Oper Frankfurt, im Herkulessaal München und in der Tonhalle Zürich auf. Auch spielte er bei internationalen Musikfestivals wie dem Folle Journée, dem Rheingau Musik Festival, dem Ravinia Festival, dem Aspen Music Festival, dem Lucerne Festival, dem Hong Kong Arts Festival oder auch bei der UNESCO.
2022 vertrat er den erkrankten Pianisten Jevgeni Kissin bei einem Konzert des hr-Sinfonieorchesters in der Alten Oper Frankfurt mit Rachmaninows 3. Klavierkonzert.
Malofejew lebt in Berlin.

## Diskografie
CD
- Alexander Slatkovsky: Tchaikovsky 2020. 9 CDs mit Werken von Peter Tschaikowski und verschiedenen Solisten. Auf CD Nr. 8 Klavierkonzert Nr. 1 mit Alexander Malofejew, Tatarstan National Symphony Orchestra, Dirigent: Alexander Slatkovsky (Sony Classical; 2020)

DVD
- Alexander Malofeev. Werke von Peter Tschaikowsky, Nikolai Medtner und Franz Liszt (Master Performers; 2016)